# Grafen von Aarberg

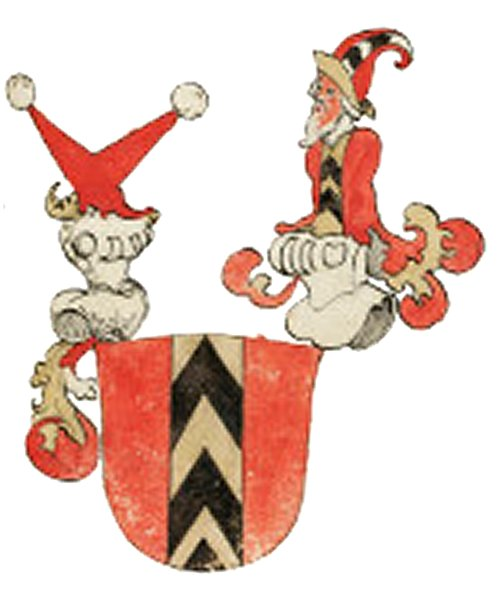
Wappen der Grafen von Aarberg

Die Grafen von Aarberg waren ein Zweig des Grafengeschlechts von Neuenburg. Um 1220 erfolgte unter Ulrich III. von Neuenburg sowohl die Gründung der Stadt Aarberg als auch die Errichtung der nahegelegenen Burg. Er soll anschließend mit seinem Sohn Ulrich IV. zeitweise in der Burg zu Aarberg gelebt haben. Die Lage der Burg auf der felsbewehrten Kuppe an der Aare machte das Städtchen zu einem wichtigen Brückenkopf und Verkehrspunkt.
Die Linie der Grafen von Aarberg wurde durch Ulrich IV. gegründet, der beim Tod seines Vaters Ulrich III. von Neuenburg die Herrschaften Arconciel, Illens, Strassberg und Aarberg besass. Noch vor 1251 tauschte er mit seinem Bruder Berthold die Herrschaft Strassberg gegen die Herrschaft Valangin. Berthold I. wurde dadurch zum Stammvater der Grafen von Strassberg. Unter den Söhnen von Ulrich IV. wurde die Herrschaft erneut aufgeteilt, was zu den Seitenlinien Aarberg-Aarberg und Aarberg-Valangin führte.
Der Urenkel des Stadtgründers, Graf Peter von Aarberg, verpfändete 1358 die Stadt Aarberg an die Berner, womit die Stadt in den Einflussbereich der bernischen Herrschaft kam und die Linie der Grafen von Aarberg-Aarberg als Herrschergeschlecht erlosch. Wegen Schulden verkaufte er die Stadt 1367 – mitsamt seinen Pfandschulden –  an den Grafen von Nidau. Diese Lösung war nur von kurzer Dauer, denn die Stadt ging 1379 endgültig in den Besitz von Bern über.

## Personen und Seitenlinien
- Ulrich IV. (1226–1276 bezeugt), Sohn von Ulrich III. von Neuenburg
- Wilhelm von Aarberg (ab 1270 erw., 1323), Sohn von Ulrich IV., Begründer der Linie Aarberg-Aarberg
- Dietrich (1270–1304 erw.),
- Ulrich (ab 1276 erw., 1329), Dompropst von Basel
- Johann (ab 1270 erw., vor 1334), Begründer der Linie Aarberg-Valangin

Aarberg-Aarberg
- Peter II. (Aarberg) (um 1300–vor 1372) Sohn von Wilhelm,
- Peter von Aarberg (1350–1386) (* um 1350; † 9. Juli 1386), fiel am 9. Juli 1386 in der Schlacht von Sempach. Er war als Bannerträger der Habsburger bei der Schlacht von Sempach.[4]

Aarberg-Valangin
- Gerhard (ab 1333 erw. 1339), Sohn von Johannes
- Wilhelm (um 1377–1427), Enkel von Gerhard
- Johann III. (um 1410–1497), Sohn des Wilhelm
- Claude (um 1447–1517), Sohn Johanns III.

Die Herrschaft Valangin wurde von den Nachfahren Johanns vom Vater an den Sohn weitergegeben, ohne sich in Zweige aufzuteilen. Oft trugen sie den Grafentitel. Durch Heirat verband sich das Haus Aarberg mit den grossen Adelsgeschlechtern der Region, so mit den Montfaucon, den Oron, den Neuenburg-Blamont, den Neuenburg-Vaumarcus, den Chalon und den Vergy.
Durch die Heirat Gerhards mit Ursula von Hasenburg kam die Herrschaft Willisau in den Besitz der Linie Aarberg-Valangin. Diese wurde von den Nachfahren 1407 an die Stadt Luzern verkauft. Durch die Heirat von Wilhelm von Aarberg mit Jeanne de Beauffremont kamen zahlreiche Lehen in Lothringen in den Besitz dieser Linie.
Diese Seitenlinie hielt sich nicht nur in ihrer Herrschaft Valangin, sondern auch an den Höfen in Burgund und Lothringen auf. In Beaufremont (Vogesen) liegen einige von ihnen begraben.
Als Herren von Valangin versuchten sie sich der Lehensherrschaft der Grafen von Neuenburg zu entziehen. Dies machten sie, indem sie sich an die Fürstbischöfe von Basel wandten, denen sie diverse Güter im Val-de-Ruz übertrugen, um sie anschliessend als Lehen wiederum zu empfangen. Dadurch wurde ein Krieg ausgelöst, den die Grafen von Aarberg verloren. Erwähnenswert bei dieser Auseinandersetzung ist die Schlacht bei Coffrane 1296 und die Zerstörung von La Bonneville im Jahr 1301. Da die Machtverhältnisse geklärt waren, verbesserte sich die Beziehungen der Aarberger zu ihren Lehensherren. In der Folge gewährte Ludwig von Neuenburg 1360 ihnen eine gewichtige Vermehrung ihrer Lehen und gestattete ihnen ab 1373 eine beinahe vollständige Autonomie. Da die Einschränkungen der Autonomie aber seitens der Neuenburger nicht eingehalten wurde, führte das zu Beginn des 15. Jahrhunderts zu erneuten Konflikten. So wurden um 1425 die Herren von Valangin gezwungen, ihre Hochgerichtsbarkeit einzuschränken. Ab 1450 konnten sie sich dem Huldigungseid gegenüber den Grafen von Neuenburg entziehen.
Claude und seine Gattin Guillemette de Vergy gründeten 1506 die Kollegiatkirche Valangin. Mit dem Tod Claudes 1517 erlosch die Seitenlinie Aarberg-Valangin im Mannesstamm. Das Erbe trat der Enkel von Guillemette de Vergy, René de Challant Valangin an.
Illegitime Seitenlinie
- Charles Philippe Alexandre (1776–1814)
- Paul (1801–83), Ritter von Saint-Paul (unehelicher Sohn von Charles Philippe Alexandre)
- Louis (1802–77), Ritter von Neuenburg (unehelicher Sohn von Charles Philippe Alexandre)

Vermutlich von einem unehelichen Sohn von Claude (1541–1559 erw.) ging eine Seitenlinie aus. Dieser wohnte in der Freigrafschaft Burgund, wo er durch seine Ehefrau die Herrschaft Mandeure besass. Um 1660 nahmen die Nachfahren aus eigenem Antrieb den Namen des Grafen von Aarberg an, und infolge einer Eheschliessung liessen sie sich im Herzogtum Limburg nieder. Im 18. Jahrhundert wurde von ihnen ein wallonisches Regiment ausgehoben, das ihren Namen trug und im Dienst der kaiserlichen Armee in den österreichischen Niederlanden stand. Die beiden unehelichen Söhne von Charles Philippe Alexandre von Aarberg (1776–1814), der unverheiratet in Brüssel starb, wurden 1843 vom belgischen König zum Ritter geschlagen. Mit dem Tod Raoul von Aarbergs 1956, des Enkels von Louis, starb dieser letzte Seitentrieb des Hauses Aarberg aus. Es sind keine Nachkommen der beiden Söhne bekannt, womit auch diese Linie als mit ihnen ausgestorben gilt.
Neuenburger Ministerialen von Aarberg
Mit Bezug zur Stadt Solothurn bestand eine Familie von Ministerialen der Grafen von Neuenburg, die sich von Aarberg nannte. Erwähnt wird eine Minna von Aarberg, Tochter des Johann, die mit dem Solothurner Schultheissen Conrad II. von Dürrach, genannt Murnhart, verheiratet war (erw. 1362–1373).

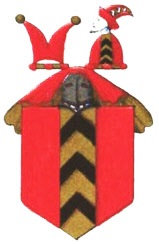
Wappen der Grafen von Aarberg

## Wappen der Grafen von Aarberg
Die Blasonierung lautet: In Rot ein mit drei schwarzen Sparren belegter goldener Pfahl. Das Wappen ist damit eine Abwandlung des Wappens der Grafen von Neuenburg mit anderer Tingierung.